# Christina Bertrup
Christina Bertrup (Skön, 23 de diciembre de 1976) es una deportista sueca que compitió en curling.
Participó en dos Juegos Olímpicos de Invierno, obteniendo una medalla de plata en Sochi 2014 y el sexto lugar en Salt Lake City 2002, en la prueba femenina.
Ganó dos medallas de plata en el Campeonato Mundial de Curling, en los años 2012 y 2013, y cinco medallas en el Campeonato Europeo de Curling entre los años 2000 y 2013.

## Palmarés internacional
| Juegos Olímpicos   | Juegos Olímpicos      | Juegos Olímpicos  | Juegos Olímpicos |
| Año                | Lugar                 | Medalla           | Prueba           |
| ------------------ | --------------------- | ----------------- | ---------------- |
| 2014               | Sochi (Rusia)         | Medalla de plata  | Equipo           |
| Campeonato Mundial |                       |                   |                  |
| Año                | Lugar                 | Medalla           | Prueba           |
| 2012               | Lethbridge (Canadá)   | Medalla de plata  | Equipo           |
| 2013               | Riga (Letonia)        | Medalla de plata  | Equipo           |
| Campeonato Europeo |                       |                   |                  |
| Año                | Lugar                 | Medalla           | Prueba           |
| 2000               | Oberstdorf (Alemania) | Medalla de oro    | Equipo           |
| 2010               | Champéry (Suiza)      | Medalla de oro    | Equipo           |
| 2011               | Moscú (Rusia)         | Medalla de plata  | Equipo           |
| 2012               | Karlstad (Suecia)     | Medalla de bronce | Equipo           |
| 2013               | Stavanger (Noruega)   | Medalla de oro    | Equipo           |